# استان سیئواس
استان سیئواس (به اسپانیایی: Provincia de Sihuas) یک استان در پرو است که در منطقه انکاش واقع شده‌است. استان سیئواس ۱٬۴۵۵٫۹۷ کیلومتر مربع مساحت و ۳۰٬۸۴۹ نفر جمعیت دارد.